# Rudolph Göckel
Rudolph Göckel, latinizzato in Rodolphus Goclenius, italianizzato in Rodolfo Goclenio (Korbach, 1º marzo 1547 – Marburgo, 8 giugno 1628), è stato un umanista e filosofo tedesco.
Frequentò l'università ad Erfurt, Marburgo e Wittenberg, dove concluse i suoi studi nel 1571. Negli anni seguenti diresse il ginnasio della sua città natale e poi quello di Kassel. Nel 1581 il Langravio Guglielmo IV d'Assia-Kassel, un importante astronomo dell'epoca, rifiutò a Göckel la possibilità di tornare a Korbach, ma gli permise di essere nominato professore all'Università di Marburgo, dove ebbe la cattedra di filosofia, logica, metafisica ed etica. Fece da consigliere a Guglielmo IV e al suo figlio Maurizio. In seguito partecipò al Sinodo di Dordrecht, nel 1618. 
Göckel fu uno stimato umanista e scrisse su vari temi: non solo filosofia ma anche matematica, geografia, astrologia/astronomia, botanica, zoologia, medicina. Egli, però, fu essenzialmente un lessicografo.
Il suo figlio maggiore, Rudolph Göckel il giovane, fu professore di fisica, medicina e matematica presso la stessa Università di Marburgo.
Dalla sua disputa con Guglielmo Adolfo Scribonio di Marburgo sulla legalità nell'uso della prova dell'ordalia dell'acqua nei processi alle streghe, si può dedurre che Göckel fosse convinto dell'esistenza della stregoneria. 
Göckel è anche noto per essere stato uno dei primi autori ad utilizzare il termine "psicologia", intitolando Psychología un suo trattato De hominis perfectione, animo et in primus ortu hujus (1590), e il termine "ontologia" (Lexicon philosophicum, 1613).

## Opere
- Psychologia: hoc est, De hominis perfectione, animo et in primus ortu hujus, commentationes ac disputationes quorundam theologorum & philosophorum nostra aetatis, Marburg 1590. Cioè, Sulla perfezione dell'uomo, l'anima e l'origine primaria di questa, commentari e dispute di alcuni teologi e filosofi del nostro tempo.
- Oratio de natura sagarum in purgatione examinatione per Frigidam aquis innatantium, Marburg 1590. Orazione sulla natura delle streghe nell'esame di purificazione attraverso il galleggiamento nell'acqua fredda.
- Problematum logicorum, 1590. Problemi di Logica.
- Partitio dialectica, Frankfurt 1595. Analisi dialettica.
- Isagoge in peripateticorum et scholasticorum primam philosopiam, quae dici consuevit metaphysica, 1598 (ristampa: Hildesheim, Georg Olms, 1976). Introduzione alla prima filosofia dei peripatetici e degli scolastici, che è di solito essere chiamata metafisica.
- Institutionum logicarum de inventione liber unus, Marburg 1598. Libro primo delle Istituzioni logiche sull'invenzione.
- Isagoge in Organum Aristotelis, 1598. Introduzione all'Organum di Aristotele.
- Physicae completae speculum, Frankfurt 1604. Trattato completo della Fisica.
- Dilucidationes canonum philosophicorum, Lich 1604. Chiarimenti sui canoni filosofici.
- Controversia logicae et philosophiae, ad praxin logicam directae, quibus praemissa sunt theoremata seu praecepta logica, Marburg 1604
- Conciliator philosophicus, Kassel 1609 (ristampa: Hildesheim, Georg Olms, 1980). Questione di logica e filosofia applicata alla pratica logica, con teoremi o precetti logici preliminari.
- Lexicon philosophicum, quo tamquam clave philosophiae fores aperiuntur, 1613 (ristampa: Hildesheim, Georg Olms, 1980). Il lessico filosofico: la chiave che apre le porte della filosofia.
- Lexicon philosophicum Graecum, Marburg 1615. Lessico filosofico Greco.